# Prosper Alfaric
Jean Antoine Prosper Alfaric (* 21. Mai 1876 in Livinhac-le-Haut; † 28. März 1955 in Paris) war ein französischer römisch-katholischer Priester, Theologe, später Kirchenkritiker und Religionswissenschaftler.

## Leben und Werk
Alfaric wurde im Département Aveyron als das älteste Kind eines Weinbauern „mit sehr bescheidenem Besitz“, wie er selbst in seinen Lebenserinnerungen De la foi à la raison schrieb, geboren. Angesichts der materiellen Schwierigkeiten hätte der begabte Junge niemals an eine höhere Schule denken können, wenn nicht der Pfarrer des Dorfes ein Stipendium aus einem Legat der Pfarrei angeboten hätte. Es folgte die Ausbildung in Internaten der katholischen Lehrkongregation in Rodez und am Priesterseminar St. Sulpice (Paris).
Nachdem Alfaric bereits 1898 als Professor für Philosophie am Priesterseminar von Sommervieu lehrte, empfing er 1899 die Priesterweihe. Nach einem Noviziat bei den Sulpizianern in Paris nahm er 1902 die Tätigkeit am Priesterseminar von Sommervieu wieder auf. 1904 wurde er zum Professor für Dogmatik am Priesterseminar von Bordeaux ernannt, um danach am Großen Priesterseminar von Albi bzw. Dourgne zu lehren.
Zunehmend beeinflusst von den Schriften von Alfred Loisy verließ Alfaric 1910 seine Stelle in der Kirche. Im selben Jahr absolvierte er sein Philosophiestudium an der Sorbonne und verbrachte dann ein Jahr an der Universität Gießen, wo er auch namhafte Vertreter der modernen Bibelkritik hörte. Die Protestanten enttäuschten ihn durch ihre dogmatische Grundhaltung. Immer wieder musste er hören, wie in den Familien der Theologieprofessoren stolz und siegesgewiss vom kommenden Krieg gesprochen wurde. Nach seiner Rückkehr nach Paris war er als Lehrer am Collège Chaptal beschäftigt. Seit 1910 arbeitete er unter der Leitung von Charles Guignebert an seiner Doktorarbeit über die intellektuelle Entwicklung des Augustinus von Hippo, die er am 12. Dezember 1918 an der Sorbonne verteidigte.
Zwischen 1919 und 1945 lehrte Alfaric Religionsgeschichte an der neu gegründeten Fakultät für Literatur der Universität Straßburg, zunächst als Dozent; gegen den Widerstand von Alexandre Millerand und unterstützt durch einflussreiche Wissenschaftler wie Lucien Lévy-Bruhl, Camille Jullian, Sylvain Lévi und Lucien Herr wurde er als Freidenker Assistenzprofessor, dann Professor ohne Lehrstuhl, 1921 zum Leiter eines zusätzlichen Studiengangs für Religionsgeschichte und 1924 zum Ordinarius und Lehrstuhlinhaber für Religionsgeschichte ernannt.
Daneben war Alfaric ab Oktober 1928 zusammen mit Edmond Rothé einer der Führer des laizistischen Cercle Jean Macé im Elsass, der sich für ein konfessionsunabhängiges Schulwesen einsetzte. Im Jahre 1930 trat er als eines der ersten Mitglieder in die neu gegründete Rationalistische Union ein und führte mit ihrer Hilfe eine Konferenz durch, auf der er nachwies, dass es keine exakten Belege für die geschichtliche Existenz Jesu gibt. Daraufhin forderte ihn das Heilige Offizium zum Widerruf auf. 1933 erschien im Osservatore Romano die Mitteilung, dass Alfaric exkommuniziert worden und von allen Katholiken zu meiden sei. Außerdem wurde sein im Vorjahr erschienenes Werk Le problème de Jésus et les origines du christianisme durch die Glaubenskongregation auf den Index gesetzt. Im selben Jahr wurde er in die französische Ehrenlegion aufgenommen.

## Rezeption in Deutschland
Die deutsche Ethnologin und Philologin Gertrud Pätsch, die selbst Theologie studiert hatte und im Jahr 1948 aus politischen Gründen aus Westdeutschland in die Sowjetische Besatzungszone (SBZ) übergesiedelt war, gab 1963 zusammen mit Martin Robbe Alfarics Werk Die sozialen Ursprünge des Christentums auf Deutsch heraus. In einem ausführlichen Vorwort, in dem sie Bezug nimmt auf die Vorbedingungen der Ereignisse im nationalsozialistischen Deutschland, schildert sie Alfarics Transformation von einem Geistlichen zu einem Atheisten und Wissenschaftler; sie schließt mit den Worten:   

„In Alfaric lebt das Ethos des Aufklärers, der die Menschen zum verantwortlichen Gebrauch ihrer Vernunft mahnt; es verbindet sich in ihm mit der strengen Methode kritischer Analyse, die sich jedoch nicht selbst genügt, die viemehr die Fülle des Materials und der Einzelergebnisse in den geordneten Zusammenhang geschichtlicher Entwicklung stellt. Es ist lange her, dass ein Werk in solcher Lauterkeit der Absicht und mit ähnlicher Beherrschung des Stoffes in Deutschland geschrieben wurde.“

Mit seinem Buch Der Ursprung des Christentums, der ersten in der DDR erschienenen marxistischen Darstellung der Entstehung des Christentums, würdigte Martin Robbe zugleich das Lebenswerk Prosper Alfarics.

## Auszeichnungen
- 1934 Chevalier de la Légion d’Honneur

## Veröffentlichungen (Auswahl)
- Un Nouveau biographe de saint Augustin. Impr. de Lejay, Poissy 1914
- L’Évolution intellectuelle de saint Augustin. éditeur Émile Nourry, Paris, 1918.
- Les Écritures manichéennes, 2 tomes : I. Vue Générale et II. Étude Analytique, éd. Émile Nourry, 1918
- Pour comprendre la vie de Jésus. Examen critique de l’Évangile selon Marc. Impr. des Presses universitaires de France; Paris, 1929.
- Prosper Alfaric, Paul-Louis Couchoud & Albert Bayet: Le Problème de Jésus et les Origines du Christianisme, éd. Bibliothèque Rationaliste, Les œuvres représentatives, Paris, 1932
- De la foi à la raison, éd. Nouvelles éditions Rationalistes, 1932 (wiederaufgelegt 1984)
- Fatima: comment se crée un lieu saint. Cercle Ernest-Renan, Paris, 1954
- Martin Robbe & Gertrud Pätsch (Hrsg.): Die sozialen Ursprünge des Christentums. Progress-Verlag Johann Fladung, Darmstadt 1963 / Deutscher Verlag der Wissenschaften, Berlin 1963, im Orig.: Origines sociales du christianisme, Publications de l’Union rationaliste, 1959.
- A l’école de la raison : études sur les origines chrétiennes,  éd. Nouvelles éditions Rationalistes, 1959 (wiederaufgelegt 1988)
- Jésus a-t-il existé ?, Vorwort Michel Onfray, éd. Coda, 2005.[6]